# Nothus aegisthus
Nothus aegisthus is een vlinder uit de familie van de Sematuridae. De wetenschappelijke naam van de soort is voor het eerst geldig gepubliceerd in 1781 door Fabricius.